# Alfred Theodore MacConkey
Alfred Theodore MacConkey (West Derby, 1861 – Blindley Heath, 17 maggio 1931) è stato un batteriologo britannico, famoso per aver sviluppato il terreno di coltura Agar-MacConkey, usato nella diagnosi di batteri patogeni enterici.

## Carriera
Studiò medicina al Gonville and Caius College dell'università di Cambridge e al Guy's Hospital. Cominciò a praticare la professione in uno studio privato a Beckenham nel Kent, ma nel 1897 decise di specializzarsi in batteriologia al Guy's Hospital. Diventò assistente batteriologo per la Commissione Reale per lo smaltimento delle acque reflue a Liverpool dove sviluppò il suo terreno di coltura; successivamente si trasferì al Lister Institute.
Si ritirò nel 1926 e morì a Blindley Heath nel 1931.